# Rollán
Rollán – gmina w Hiszpanii, w prowincji Salamanka, w Kastylii i León, o powierzchni 22,98 km². W 2011 roku gmina liczyła 438 mieszkańców.